# Carlos Cotrim
Carlos Cotrim (13 de dezembro de 1913 - Rio de Janeiro, 28 de outubro de 1978) foi um ator brasileiro que atuou na rádio, televisão e cinema. Como locutor de rádio trabalhou na Rádio Tamoyo e na BBC.
Formado em Educação Física enquanto esteve no Exército Brasileiro, foi preparador físico do Esporte Clube Corinthians Paulista.

## Filmografia[1][3]
| Ano  | Título                       | Personagem            | Notas              |
| ---- | ---------------------------- | --------------------- | ------------------ |
| 1979 | Damas do Prazer              | —                     | Lançamento póstumo |
| 1958 | Lina, la mujer de fuego      | —                     | Filme mexicano     |
| 1957 | Samba na vila                | Badú                  |                    |
| 1956 | O Gato de Madame             | Chefe da Quadrilha    |                    |
| 1956 | Quem Matou Anabela?          | —                     |                    |
| 1956 | O Negócio Foi Assim          | Maior fleugmático     |                    |
| 1956 | Não Matarás                  | —                     | [ 4 ]              |
| 1955 | Mãos Sangrentas              | Tigre                 | [ 5 ]              |
| 1954 | Rua sem Sol                  | Nuno                  |                    |
| 1954 | Nem Sansão Nem Dalila        | Artur/Chefe da guarda |                    |
| 1953 | Perdidos de Amor             | Capataz               |                    |
| 1953 | Força do Amor                | Leonel                |                    |
| 1952 | Com O Diabo No Corpo         | Dr. Castilho          | [ 6 ]              |
| 1952 | O Rei do Samba               | Mário                 |                    |
| 1952 | Areião                       | Gringo                | [ 7 ]              |
| 1952 | Preço de um Desejo           | Homem mau             |                    |
| 1951 | Hóspede de Uma Noite         | Comandante            |                    |
| 1951 | Anjo do Lodo                 | Janjão                |                    |
| 1950 | Modelo 19                    | —                     |                    |
| 1950 | Katucha... A Mulher Desejada | —                     |                    |
| 1950 | A Sombra da Outra            | —                     |                    |
| 1950 | Somos Dois                   | Pretendente da noiva  |                    |
| 1948 | Esta é Fina                  | —                     | [ 8 ]              |